# Bathythrix sericeifrons
Bathythrix sericeifrons är en stekelart som först beskrevs av Léon Abel Provancher 1879.  Bathythrix sericeifrons ingår i släktet Bathythrix och familjen brokparasitsteklar. Inga underarter finns listade.